# Hafen von Honolulu
Der Hafen von Honolulu (englisch: Honolulu Harbor) ist ein Seehafen auf der Insel Oʻahu im US-Bundesstaat Hawaii.

## Bedeutung
Der Hafen der Stadt Honolulu ist der wichtigste Hafen der Hawaii-Inseln und der einzige internationale Hafen von Hawaii. Er ist für die Wirtschaft der Inselgruppe von höchster Priorität, da 80 % aller Güter eingeführt werden müssen, von denen 95 % in diesem Hafen umgeschlagen werden. Alle Importgüter aus dem Ausland werden hier eingeführt und anschließend auf die anderen Inseln verteilt. Neben den Frachtschiffen legen auch Kreuzfahrtschiffe im Hafen an.

## Geschichte
Er war ursprünglich ein kleines, von Riffen umgebenes Becken, das von den Flüssen des  Nuʻuanu-Tals gespeist wurde. Das Süßwasser verhinderte das Wachstum von Korallen und schuf damit einen langen Kanal bis zum Meer. Während die Fremden mit ihren tiefgehenden Schiffen den natürlichen Kanal bevorzugten, benutzten die Hawaiianer für die Seefahrt mit ihren flachen Booten eher die Küste von Waikiki. Sie nannten den Hafen Ke ʻAwa O Kou, bis ihn 1796 ein britischer Kapitän „Fair Haven“ taufte, das später ins hawaiische Honolulu („geschützte Bucht“) umbenannt wurde.
Die erste Anlegestelle wurde 1825 errichtet, als immer mehr Walfangschiffe den Hafen anliefen. Sie bestand aus dem Rumpf eines versunkenen Schiffes, den man nahe dem Ufer treiben ließ. Acht Jahre später wurde ein Kai sowie eine Werft gebaut und der Hafen vertieft. Die weitere Entwicklung und wirtschaftliche Bedeutung des Hafens veranlasste König Kamehameha III. am 31. August 1850, Honolulu zur Hauptstadt des Königreichs Hawaii zu erklären. 
Als während des amerikanischen Bürgerkriegs die Zuckerlieferungen aus den Südstaaten eingestellt wurden, nahm die Nachfrage nach Zucker aus Hawaii stark zu. Das führte zu einem Entwicklungsschub der Zuckerindustrie auf Hawaii und zum weiteren Ausbau des Hafens. Auch immer mehr Einwanderer aus Asien und Portugal für die Arbeit auf den Zuckerrohr- und Ananasplantagen kamen im Hafen an. Er wurde weiter ausgebaggert und mit dem Sand eine neue Insel, Sand Island, geschaffen. 
Nach der US-amerikanischen Annexion von Hawaii am 12. August 1898 wurden die Hafenanlagen weiter ausgebaut. Nachdem Dampfschiffe die langsameren Segelschiffe abgelöst hatten, entwickelte sich Hawaii in den 1920er Jahren zu einem beliebten Reiseziel und es legten nun auch viele Passagierschiffe an. Der Aloha Tower wurde 1926 fertig gestellt und zum Wahrzeichen der Stadt. Während des Zweiten Weltkriegs und in den Folgejahren, besonders nachdem Hawaii am 21. August 1959 zum 50. Bundesstaat der Vereinigten Staaten geworden war, wurde der Hafen von Honolulu noch weiter ausgebaut und vertieft. Das größte Ausbauprojekt seiner Geschichte wurde 2018 mit dem Kapalama Container Terminal begonnen.

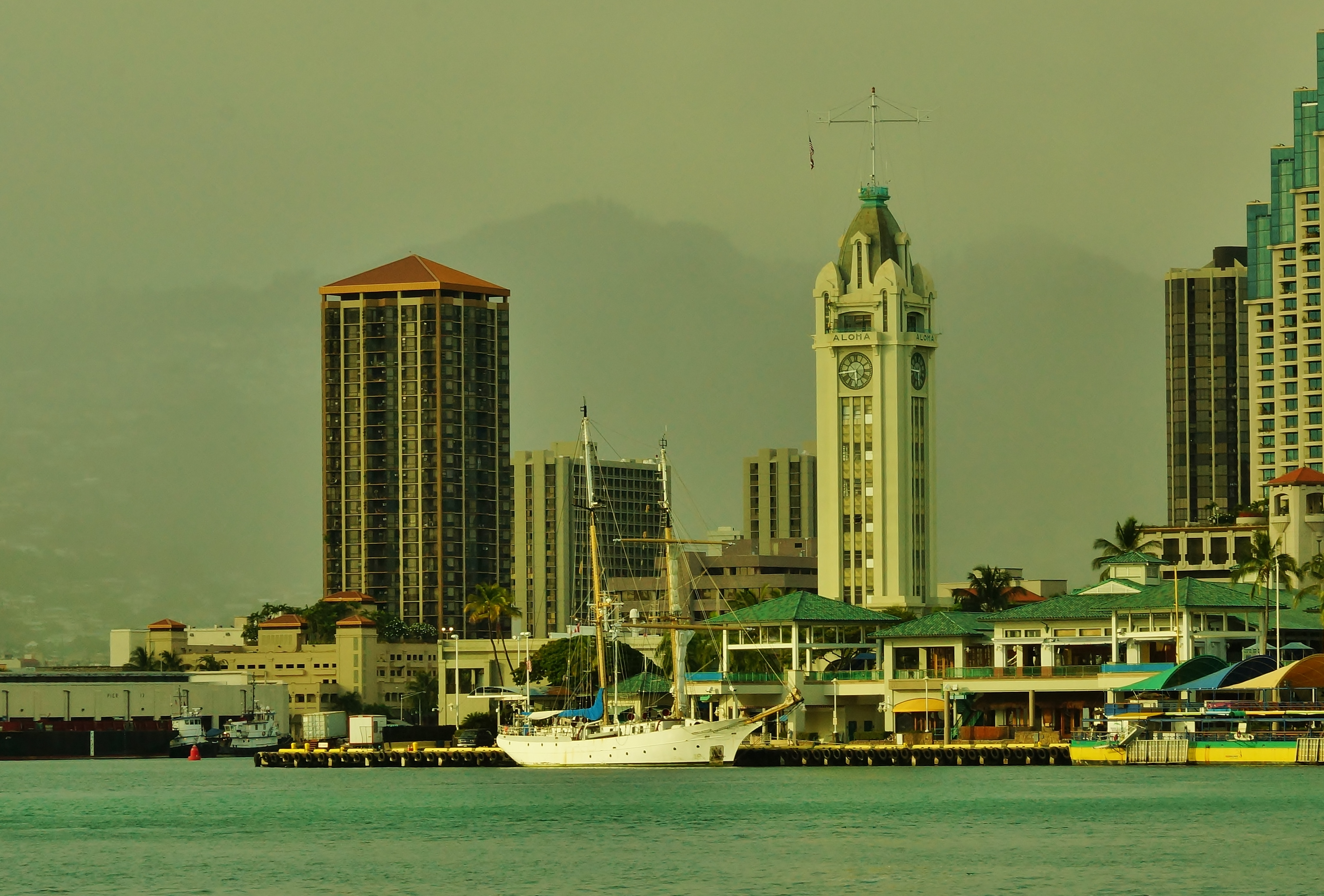
Aloha Tower und Market Complex

## Technische Daten
Im Hafen wurden 2019 14,8 Mio. Tonnen Güter und 1,2 Mio. TEUs umgeschlagen. Er verfügt über mehr als 30 Landungsplätze auf einer Länge von über 8 km mit einer Tiefe von 12,2 m. Der Hauptkanal ist der 13,7 m tiefe Fort Armstrong Channel. Der mittlere Tidenhub beträgt 0,58 m. Die Kreuzfahrt-Terminals befinden sich am Aloha Tower, das Ro/Ro Terminal für Fahrzeuge wurde auf Sand Island angelegt. Das 2020 fertiggestellte Kapalama Container Terminal umfasst eine Fläche von 26,6 ha und wird bis 2024 auf 34 ha erweitert.
Koordinaten: 21° 18′ 21,6″ N, 157° 52′ 8,4″ W